# Reviews in Inorganic Chemistry
Reviews in Inorganic Chemistry, abgekürzt Rev. Inorg. Chem., ist eine wissenschaftliche Fachzeitschrift, die vom Walter de Gruyter-Verlag veröffentlicht wird. Die erste Ausgabe erschien im Jahr 1979. Derzeit erscheint die Zeitschrift mit vier Ausgaben im Jahr. Es werden Übersichtsartikel veröffentlicht, die sich mit Fragen der anorganischen Chemie beschäftigen.
Der Impact Factor lag im Jahr 2014 bei 2,071. Nach der Statistik des ISI Web of Knowledge wird das Journal mit diesem Impact Factor in der Kategorie anorganische Chemie an 15. Stelle von 44 Zeitschriften geführt.